# Château de Dagsbourg
Le château de Dagsbourg est un monument historique situé à Eguisheim, dans le département français du Haut-Rhin.

## Localisation
Ce bâtiment est situé à Eguisheim.

## Historique
L'édifice fait l'objet d'un classement au titre des monuments historiques depuis 1840.